# Keresőrendszer (informatika)

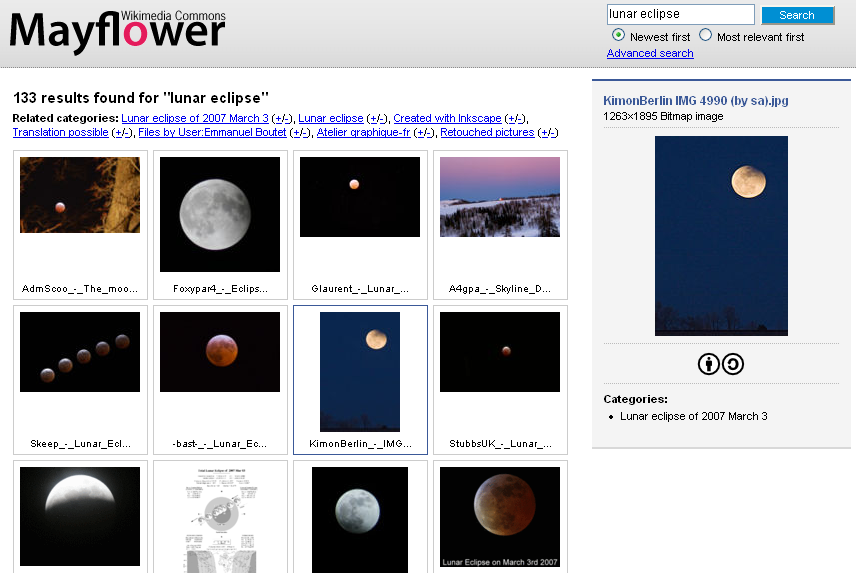
Egy keresőrendszer és a találatok

Keresőrendszer alatt az informatikában olyan webes felületű vagy szoftveres szolgáltatást értenek, ami multimédiás tartalmak vagy adatbázisok rendszeres vagy egyéni kérésre történő rendezését és/vagy nyomon követését és/vagy kivonatolását, és a tartalomnak a felhasználó, és általában a szélesebb nyilvánosság részére történő rendelkezésére bocsátását nyújtja. A megjelenítendő tartalom neve, ami szó vagy (szavakat, logikai operátorokat és egyéb attribútumokat tartalmazó) összetett nyelvi kifejezés lehet, a keresőszó, tehát ezt kell megadni a keresőrendszernek, és az megkeresi és kijelzi mindazt, amit ezzel kapcsolatban tud.
Általában kulcsszavas keresés történik, vagyis a rendszer bekéri a keresendő szót, a felhasználó betáplálja (például begépeli egy űrlapmezőbe), majd a rendszer megjeleníti azokat a tartalmi egységeket, találatokat, amelyek a rendszer szerint a kulcsszóhoz kapcsolódnak. A kulcsszavas keresők segítségével adott szavak vagy kifejezések előfordulására kereshetünk. Ilyen kereső például a Google (www.google.com). 
Ha valaki például szeretne többet tudni Britney Spearsről (a statisztikák szerint az ő neve volt 2000-ben az egyik leggyakrabban megadott keresőszó a legtöbb keresőrendszerben, lásd itt), akkor a webböngészőjével elnavigál valamelyik keresőrendszer weboldalára (például Google), ott a megfelelő mezőbe beírja, hogy "Britney Spears", majd megjelenik több száz weboldal címe, rövid leírással, ami esetleg Spearsszel foglalkozik. Persze lehet, hogy semmit sem talál: például a „Britney Spears nyekereg” keresőkifejezésre a Google rendszer 2004. július 26-án semmit sem talált (ám most már talál, mivel annak a szócikknek az oldalát, amit most olvasol, már meg fogja jeleníteni, mert szerepel rajta az a kifejezés, hogy „Britney Spears nyekereg”: illusztráció…).
Az egyik legismertebb webes címszókereső rendszer a Google, ami a World Wide Web tartalmát próbálja feldolgozni és szolgáltatni.
A webes keresők mellett a keresőrendszerek legfontosabb példái az adatbáziskezelő programok keresőrendszerei.

## Webes keresőrendszerek

### Nagy nemzetközi kereső-adatbázisok
- Google kereső
- Yahoo!
- Bing
- Baidu
- Naver
- DuckDuckGo
- Ask Jeeves/Teoma
- Clarabot
- Startpage
- Swisscows
- Ecosia

### Magyar fejlesztésű keresőrendszerek
- Heureka
- kurzor
- Miner.hu
- PolyMeta
- SZTAKI kereső
- Tango
- Bluu
- Szörcs
- Johu
- Clarabot
- FreeYork Search

## Külső hivatkozások
- Kereső Világ: Magyar nyelvű blog az internetes keresésről, keresőkről
- Google magyar nyelvű oldala
- How to Search the Web. A Guide To Search Tools by Terry A. Gray Archiválva 2005. május 7-i dátummal a Wayback Machine-ben
- Phil Bradley: Finding information: search engines (melyik keresőrendszert mikor érdemes használni) (angolul)
- Kurzor magyar szabadszavas kereső Archiválva 2005. szeptember 24-i dátummal a Wayback Machine-ben
- Nyom nélkül az interneten – a Reputation Defender cégről, amely eltávolítja a kompromittáló vagy személyes adatokat az internetes keresőkből (Index.hu, 2006. november 8.)